# Pagar Jati (Tanjung Sakti Pumi)
Pagar Jati is een bestuurslaag in het regentschap Lahat van de provincie Zuid-Sumatra, Indonesië. Pagar Jati telt 696 inwoners (volkstelling 2010).